# Pentecostal Church of Scotland
Pentecostal Church of Scotland var ett kristet trossamfund, mellan 1909 och 1915.
1906 avskedades George Sharpe som pastor inom Parkhead Congregational Church i Glasgow, för att ha förkunnat den wesleyanska helgelseläran. 80 församlingsmedlemmar följde med Sharpe och bildade omedelbart Parkheads Pingstförsamling. Flera församlingar bildades och 1909 gick de samman och bildade the Pentecostal Church of Scotland.
Detta trossamfund kom dock att få en kort historia eftersom man redan i november 1915 valde att uppgå i the Pentecostal Church of the Nazarene.